# Cardiff Castle
Cardiff Castle (walisisch: Castell Caerdydd) ist eine mittelalterliche Burg und ein neugotisches Herrenhaus im Stil der viktorianischen Architektur in Cardiff in Wales. Die als Kulturdenkmal der Kategorie Grade I klassifizierte und als Scheduled Monument geschützte Anlage befindet sich innerhalb der Mauern eines Römerkastells östlich des River Taff an der südöstlichen Ecke des Bute Parks im Zentrum der walisischen Hauptstadt. 

## Geschichte

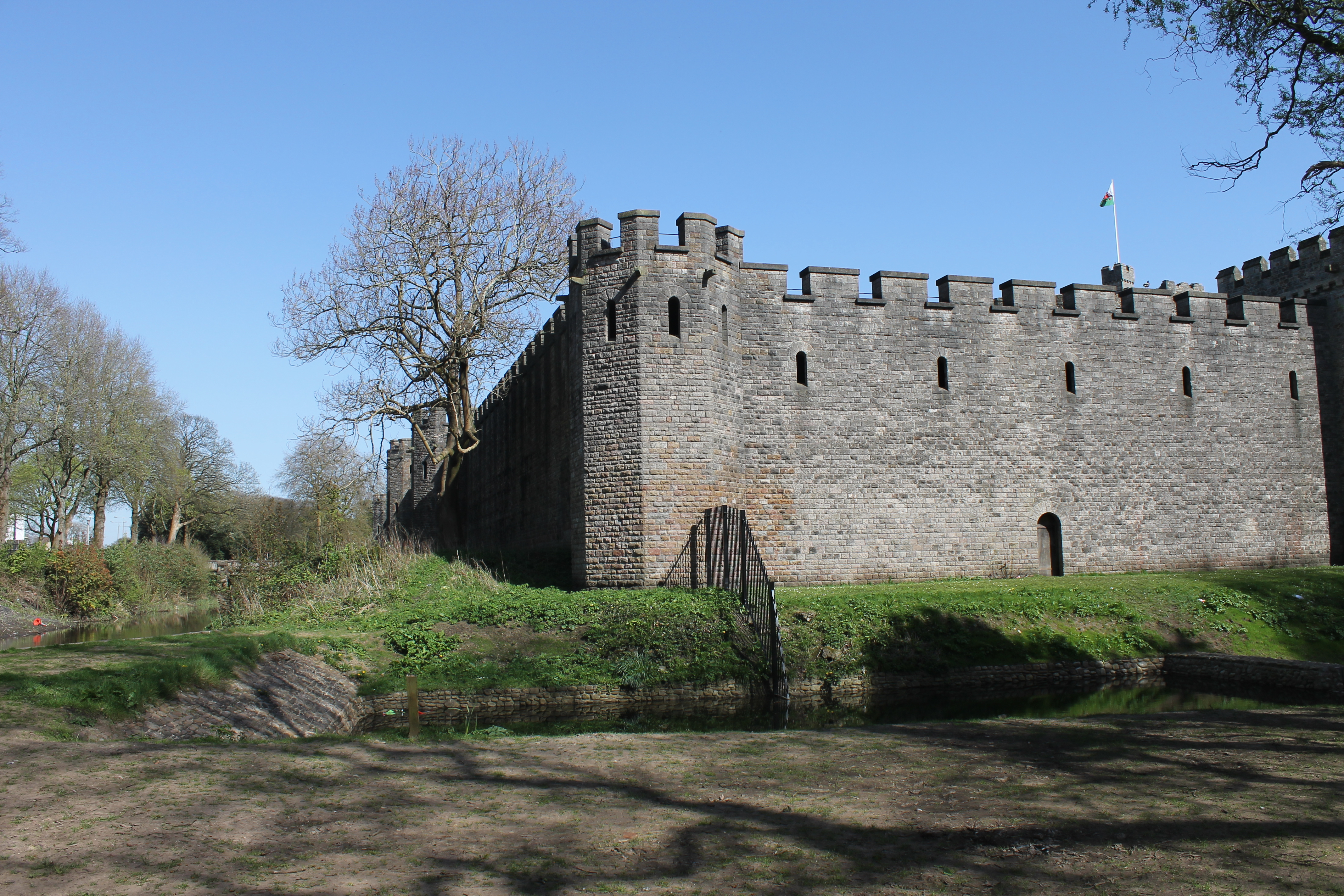
Die Westseite der restaurierten römischen Mauer

Die Burg bietet einen breiten Querschnitt durch die walisische Militärarchitekturgeschichte. Über den Resten von vier übereinanderliegenden Kastellen aus der Römerzeit errichteten die Normannen eine Motte, die später zu einer steinernen Burg ausgebaut wurde. Im Spätmittelalter wurde die Burg zu einem wohnlichen Anwesen ausgebaut, das im 16. und 18. Jahrhundert weiter ausgebaut wurde. Schließlich wurde das Anwesen im späten 19. Jahrhundert zu einem außergewöhnlich prächtigen Herrenhaus im Stil des Historismus umgebaut. 

### Die Kastelle der Römerzeit

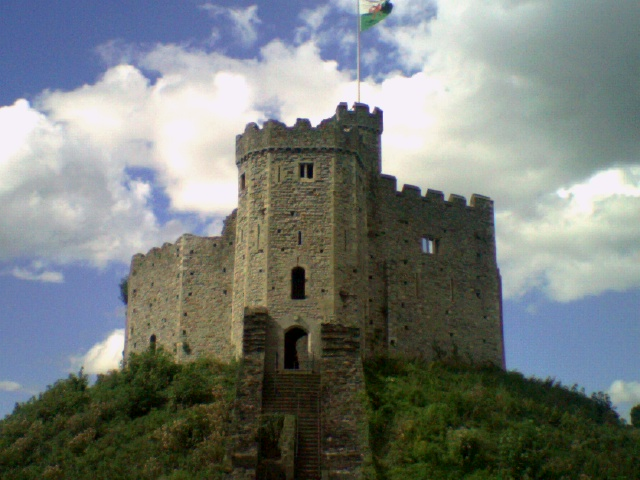
Der normannische Keep

Zwischen 55 und 66 entstand zur selben Zeit, in der auch das Legionslager bei Usk errichtet wurde, ein römisches Kastell an einer Furt über den River Taff. Das Lager war eine rechteckige Erd- und Holzbefestigung, die wesentlich größer als die jetzige Burg war. Vermutlich diente es als Stützpunkt während der Feldzüge gegen die Silurer und wurde zwischen 80 und 90 wieder aufgegeben. Nur wenige Jahre später wurde jedoch gegen Ende des 1. Jahrhunderts ein kleineres Lager mit Erd- und Holzbefestigungen erbaut. Es lag in der Mitte der Nordhälfte des ersten Lagers und wurde ebenfalls nur kurze Zeit benutzt. Ein drittes Lager wurde zu Beginn des 2. Jahrhunderts errichtet. Es wurde großteils auf den Resten des zweiten Lagers errichtet, nur die Nordseite war nach Süden versetzt. Dieses Lager mit seinen Erd- und Holzbefestigungen bestand vermutlich, bis es im 3. Jahrhundert durch ein neues Kastell mit steinernen Befestigungen ersetzt wurde. Dieses vierte Kastell wurde um 276 bis 285 errichtet. Es lag südlich der Vorgänger, war aber immer noch kleiner als das erste Lager und wurde etwa 100 Jahre lang genutzt.

### Die normannische Burg
Innerhalb der vermutlich noch vorhandenen Mauern des ehemaligen Römerlagers ließ Wilhelm der Eroberer 1081 eine Motte mit hölzernen Befestigungen errichten. Die ursprüngliche Burg bestand aus einer hölzernen Befestigung auf der Motte und einer Vorburg, für deren Befestigung ein Teil der noch vorhandenen römischen Befestigung mitgenutzt wurde. In der Burg richtete er auch eine königliche Münze ein, mit deren Geld der walisische Fürst Rhys ap Tewdwr ab 1081 seinen jährlichen Tribut von 40 Pfund an ihn zahlen konnte. Die Burg sicherte wie die Römerlager die Furt über den River Taff und war sowohl über den Landweg als auch über den Seeweg gut erreichbar. In den 1090er Jahren diente sie für Robert Fitzhamon als Ausgangspunkt für die Eroberung des walisischen Königreichs Morgannwg und schließlich ab 1093 als Mittelpunkt und Verwaltungszentrum der neuen normannischen Herrschaft Glamorgan. Ab 1102 entstand südlich der Burg ein Borough, aus dem sich die Stadt Cardiff entwickelte. Robert Fitzhamons Schwiegersohn und Erbe Robert of Gloucester ersetzte in der ersten Hälfte des 12. Jahrhunderts den hölzernen Turm der Motte durch einen steinernen Shell Keep. Von 1126 bis zu seinem Tod 1134 war Robert Curthose, der Bruder König Heinrichs I., in der Burg inhaftiert. 1158 drang der walisische Häuptling Ifor Bach von den Wachen unbemerkt nachts in die Burg ein, entführte den Sohn und Nachfolger von Robert of Gloucester, William FitzRobert, dessen Frau und seinen Sohn, und ließ sie erst nach Zugeständnissen an die Waliser wieder frei. Während seiner Rückkehr aus Irland übernachtete König Heinrich II. 1172 in der Burg.

### Die mittelalterliche Burg
Nach dem Tod von William FitzRobert kam es in Glamorgan zu einem walisischen Aufstand, bei dem die Stadt Cardiff niedergebrannt wurde und der erst im Juli 1184 niedergeschlagen werden konnte. Cardiff fiel deshalb unter königliche Verwaltung und dann durch Heirat an den Königssohn Johann, den späteren König Johann Ohneland. Nach dessen Tod konnte Gilbert de Clare 1217 seine Erbansprüche durchsetzen. Während der Minderjährigkeit seines Sohns und Erben Richard wurde die Burg im Auftrag des Königs von Peter de Rivallis verwaltet, gegen den sich 1233 Richard Marshal, 3. Earl of Pembroke erhob. Zusammen mit seinen walisischen Verbündeten eroberte Marshal im Oktober 1233 Cardiff Castle, wurde aber letztlich 1234 geschlagen. Gilbert de Clare, der Sohn und Erbe Richards, ließ in der zweiten Hälfte des 13. Jahrhunderts die Befestigungen des Keeps ausbauen und errichtete den Black Tower am Südeingang der Burg, dazu eine massive Trennmauer zwischen diesem Turm und dem Keep, so dass eine weiträumige Vorburg entstand. Im Osten wurde ein großer Erdwall über der römischen Mauer aufgeworfen und so ein weiterer äußerer Burghof geschaffen. 

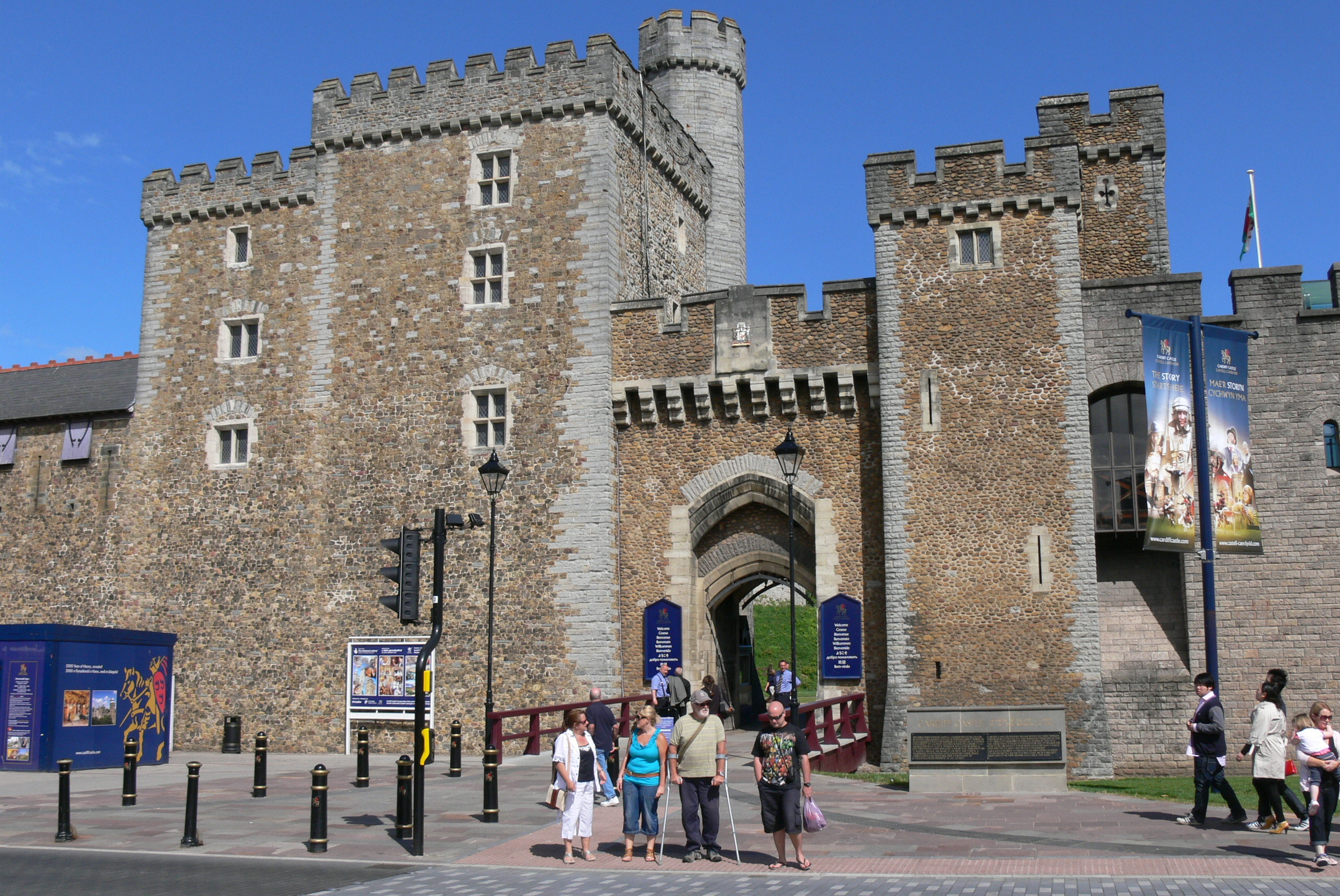
Das Südtor mit dem Black Tower

Durch den Bau seiner neuen, nur 10 km nördlich gelegenen Burg Caerphilly verlor Cardiff Castle jedoch an militärischer Bedeutung. Nach der Eroberung von Wales übernachtete König Eduard I. während seiner Rundreise durch Wales vom 15. auf den 16. Dezember 1284 in der Burg. Im Februar 1316 sammelte sich eine königliche Armee unter dem Kommando von John Giffard bei der Burg, die im März die Rebellion von Llywelyn Bren niederschlug. 1317 fiel die Burg als Erbe an Hugh le Despenser, der Favorit von König Eduard II. Gegen dessen zunehmende Macht erhoben sich im Mai 1321 die Marcher Lords, deren vereinigtes, übermächtiges Heer am 9. Mai während des sogenannten Despenser War Cardiff Castle eroberte. Die Rebellion scheiterte jedoch 1322 und Cardiff fiel wieder an Despenser. Despenser und Eduard II. kamen am 26. Oktober 1326 auf ihrer Flucht vor Roger Mortimer und der Königin Isabella in die Burg, wo sie versuchten, ein Heer gegen ihre Widersacher aufzustellen. Am 28. Oktober flüchteten sie weiter nach Caerphilly Castle und wurden schließlich am 16. November gefangen genommen. Nach einigen Besitzwechseln kam Cardiff Castle letztlich wieder in den Besitz der Nachkommen Despensers. Der letzte Baron Despenser, Thomas le Despenser, wurde 1400 wegen Rebellion hingerichtet. Nach seinem Tod brachte seine Witwe Constance of York im Juli 1400 in Cardiff Castle seine Tochter und Erbin Isabel zur Welt. Cardiff Castle blieb bis zum Tod Constances 1416 in ihrem Besitz. Ab August 1403 wurde die Burg während der Rebellion von Owain Glyndŵr belagert und erst im Oktober durch ein Entsatzheer unter dem Earl of Devon befreit. Bei einem weiteren Angriff eroberten die Rebellen vermutlich 1404 die Burg und konnten sie bis 1406 halten. Durch die zweite Heirat von Constances Tochter Isabel fiel die Burg 1423 an Richard Beauchamp, 13. Earl of Warwick, der zwischen 1429 und 1439 den Octagon Tower sowie ein neues komfortables Wohngebäude an der Westseite der Burg errichten ließ. Im äußeren Burghof wurden im 15. Jahrhundert die rechteckige Shire Hall und Wohnhäuser für die Ritter der Burgbesatzung erbaut. Die Burg erbte 1474 Richard of Gloucester, der spätere König Richard III. Von 1477 bis 1485 war sein Gefolgsmann James Tyrrell, der des Mordes an Richards Neffen im Tower beschuldigt wird, Constable der Burg und Sheriff von Glamorgan.

### Von der Burg zum Schloss

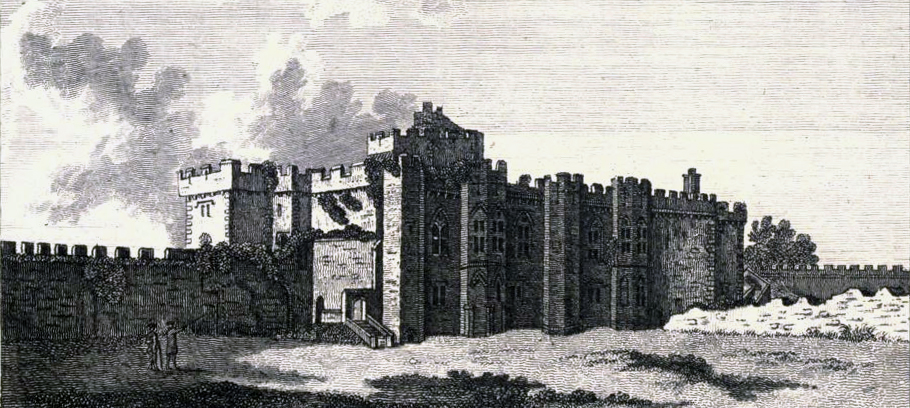
Das Herrenhaus auf einem Stich um 1785

Zu Beginn des 16. Jahrhunderts fiel die Burg an Charles Somerset, den späteren Earl of Worcester. 1551 vergab König Eduard VI. die Burg dann an William Herbert, der zum Baron Herbert of Cardiff und kurz darauf zum Earl of Pembroke erhoben wurde. Unter seinem Sohn Henry Herbert, 2. Earl of Pembroke wurden die westlichen Wohngebäude ausgebaut und vergrößert, woran der Herbert Tower noch erinnert. Der 4. Earl of Pembroke war während des englischen Bürgerkriegs ein Unterstützer des Parlaments, doch zu Beginn der Kämpfe wurde die Burg 1642 von royalistischen Truppen unter Anthony Mansel besetzt. König Karl I. hielt sich im Juli und August 1645 zweimal in der Burg auf. Am 17. September 1645 musste der königliche Burgkommandant Richard Bassett die Burg jedoch an die Parlamentstruppen übergeben. Im Februar 1646 wurde die Burg von Anhängern des Königs unter Edward Carne belagert. Eine kleine parlamentarische Flotte unter Vize-Admiral John Crowther versorgte die Besatzung mit Nachschub, ehe ein Entsatzheer unter Major-General Rowland Laugharne die Belagerer zur Aufgabe zwang und sie schließlich nördlich von Cardiff entscheidend besiegen konnte. Danach blieb die Burg weiterhin ein Stützpunkt der Parlamentstruppen. Nach dem Ende des Bürgerkriegs wurde sie im Gegensatz zu vielen anderen walisischen Burgen nicht geschleift, war jedoch durch die Kämpfe schwer beschädigt worden. Die Familie Herbert hatte bereits seit dem späten 16. Jahrhundert anstelle der Burg Wilton House in Wiltshire als Wohnsitz bevorzugt. Unter dem 7. Earl of Pembroke wurden 1679 im Black Tower die katholischen Mönche John Lloyd und Philip Evans inhaftiert, die schließlich als Hochverräter hingerichtet wurden.

### Renovierung und Ausbau im späten 18. Jahrhundert

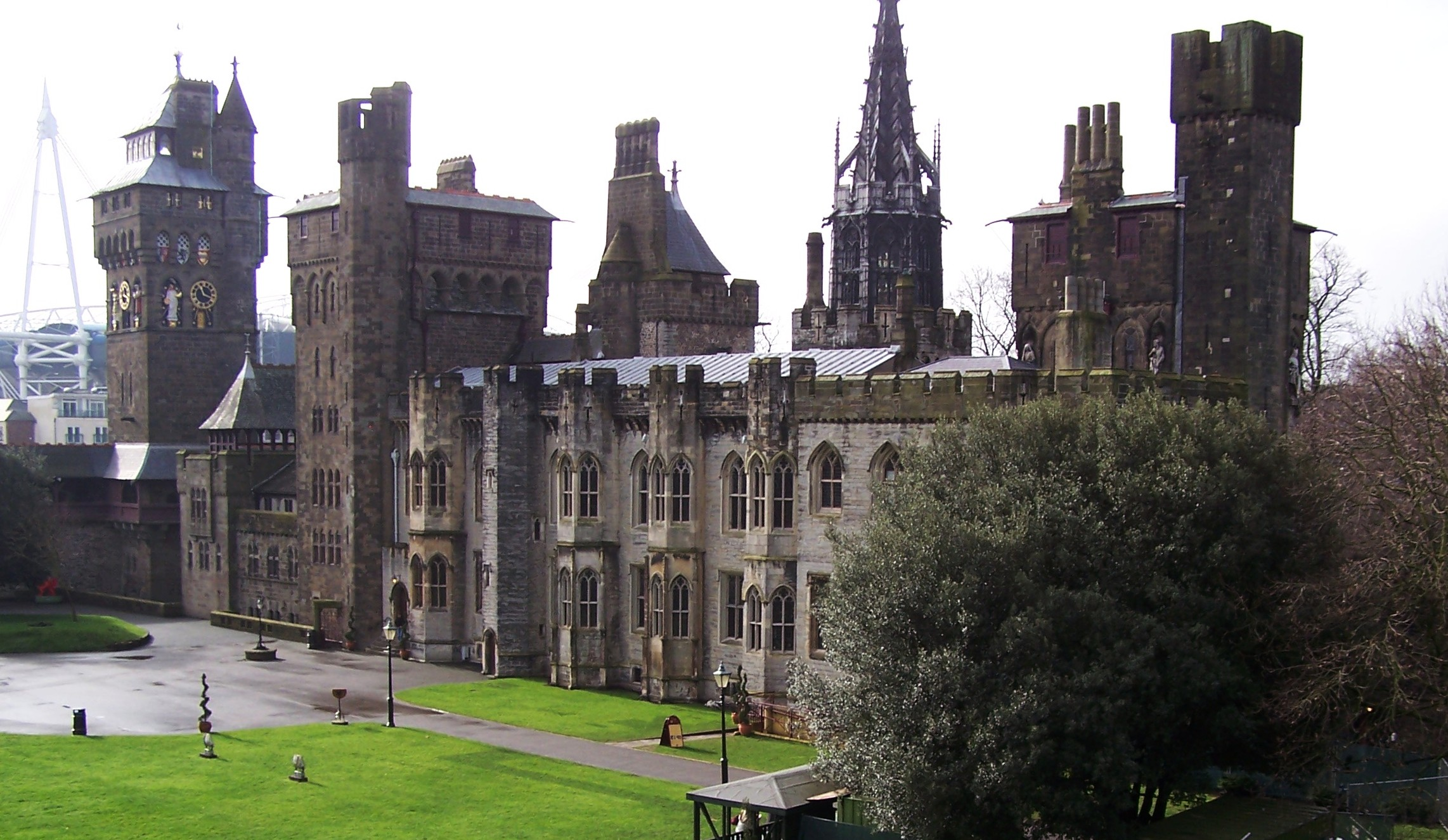
Das viktorianische Herrenhaus, im Hintergrund das Millennium Stadium

Durch Heirat fiel die Burg 1766 an John Stuart, den späteren 1. Marquess of Bute. Er begann mit der Renovierung der seit dem späten 16. Jahrhundert vernachlässigten und teils verfallenen Burg. Der Torturm des Keeps, die Trennmauer im Burghof und ein Teil der Bebauung des Burghofs wurden abgerissen, der gesamte Burghof wurde nach Plänen von Lancelot Brown neu gestaltet, der auch den angrenzenden Bute Park anlegte. Nach Entwürfen von Henry Holland ließ der Marquess den Westflügel neu gestalten und durch einen südlichen Anbau im neugotischen Stil erweitern. Nach dem plötzlichen Tod seines Sohnes 1794 ließ Stuart die Arbeiten jedoch einstellen. Sein Enkel und Erbe John Crichton-Stuart, 2. Marquess of Bute ließ den Ausbau des Westflügels von Robert Smirke bis 1818 vollenden, unternahm aber keine weiteren Ausbauten. Während der Minderjährigkeit des 4. Marquess of Bute wohnte dessen Mutter Sophia Bute, die Witwe des 3. Marquess, bis zu ihrem Tod 1859 häufig in der Burg.

### Das viktorianische Herrenhaus
Mit dem Auftrag von John Patrick Crichton-Stuart, 3. Marquess of Bute an den Architekten William Burges, den Zustand der Burg zu untersuchen, begann eine enge Zusammenarbeit zwischen dem Bauherrn und dem Architekten, in deren Verlauf die Wohngebäude an der Westseite, die Western Apartments, ab 1873 in ein neugotisches Märchenschloss umgebaut wurden. Die Ausführung der Arbeiten übernahmen führende Künstler und Kunsthandwerker der damaligen Zeit. Burges ließ die Wohngebäude aufwändig umgestalten. Hollands burgartige Ostfassade wurde teilweise beibehalten, doch die Innenräume wurden vollständig umgebaut. Die spätmittelalterlichen Türme wurden umgebaut und erhöht, das Gebäude durch einen Anbau nach Süden erweitert. Bei Burges Tod 1881 war der Ausbau weitgehend abgeschlossen und wurde schließlich von Burges Assistenten William Frame fortgeführt. 

### Weiterer Ausbau und Übergang an den Staat

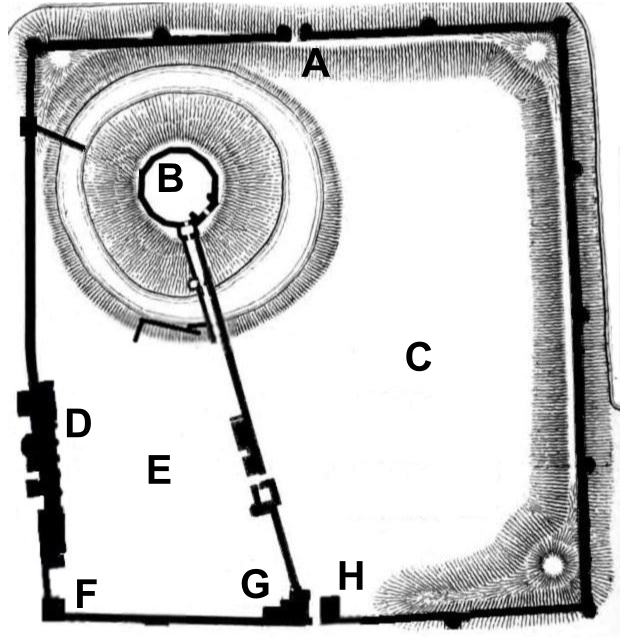
Grundriss der Burg: B=Burghügel; D=Western Apartments; G=Black Tower mit Südtor

Nachdem 1889 unter dem mittelalterlichen Erdwall im Osten erhaltenes Mauerwerk aus der Römerzeit entdeckt wurde, wurden zwischen 1891 und 1923 die Reste der römischen Mauern freigelegt und wieder neu errichtet. Nach dem Tod des 3. Marquess 1900 führte sein Sohn und Erbe, der 4. Marquess die Arbeiten fort. Als Nachfolger von William Frame wurde Henry Sesom-Hiley 1905 der führende Architekt, bevor unter John P. Grant ab 1920 und 1921 noch das Süd- und das Westtor der Mauern errichtet wurden. Mit der Errichtung einer neuen Eingangshalle zu den Western Apartments waren die Bauarbeiten 1927 abgeschlossen. Bis in die 1930er Jahre diente das Herrenhaus als Wohnsitz der Familie Bute. Nach der Verstaatlichung des Kohlebergbaus übergab 1947 der 5. Marquess of Bute das aufwändig zu unterhaltende Schloss der Stadt Cardiff für den symbolischen Kaufpreis von 1 Pfund. Die Burg diente zunächst als National College of Music and Drama, ehe sie seit 1974 als Museum öffentlich zugänglich ist. Neben dem Keep und den Prunkräumen des Herrenhauses können auch Luftschutzräume aus der Zeit des Zweiten Weltkriegs sowie Cardiff Castle Museum of the Welsh Soldier, ein Museum zur Geschichte der 1st Queen’s Dragoon Guards und der Royal Welsh besichtigt werden. Am 4. September 2014 fand während des NATO-Gipfels in Newport das Festbankett mit über 60 Staats- und Regierungschefs im Speisesaal von Cardiff Castle statt.

## Anlage

### Außenmauern

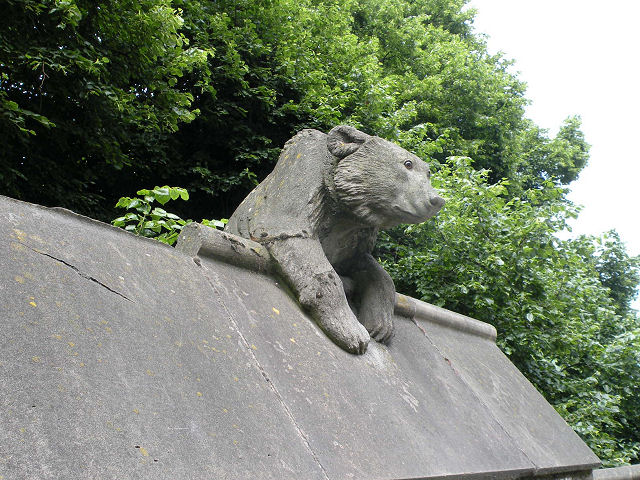
Bärfigur auf der Animal Wall

Burg und Schloss befinden sich innerhalb des von Mauern umgebenen Geländes des vierten römischen Kastells. Die heutigen Mauern der Burg folgen den Mauern des vierten römischen Kastells, die eine 185 mal 200 m große, 3,7 ha umfassende Fläche umschließen. Das römische Mauerwerk ist vor allem an der Südseite deutlich sichtbar, dazu wurden die Nord- und die Ostmauern ab 1889 restauriert. Die Wohngebäude auf der Westseite und die mittelalterliche Ringmauer an der westlichen Hälfte der Südseite wurden auf den römischen Fundamenten errichtet. Die römische Mauer war bis zu 3 m dick und bis zu 5,2 m hoch und vermutlich durch 18 fünfseitige, aus der Mauerfront vorspringende Türme geschützt, von denen diejenigen an der West- und Nordmauer restauriert wurden. Das Nordtor mit zwei flankierenden Türmen wurde im 19. Jahrhundert frei nach römischen Vorbildern neu errichtet. 
Der Haupteingang zur Burg bildet das von zwei Türmen eingerahmte Südtor, dessen westlicher Turm der mittelalterliche Black Tower ist. Er wurde im 19. Jahrhundert restauriert. Die an den Turm grenzende südliche Mauer wurde ab 1873 im Stil einer mittelalterlichen Ringmauer mit einem hölzernen Wehrgang mit Schieferdach und Schießscharten rekonstruiert. Einen anderen Teil der Mauer gestaltete Burges als Animal Wall mit zahlreichen fantasievollen Tierskulpturen. 

### Normannische Motte
Die normannische Motte liegt im nordwestlichen Viertel des ehemaligen Römerlagers. Sie besteht aus einem großen, steilen Burghügel, der von einem im 19. Jahrhundert rekonstruierten Wassergraben umgeben ist. Über den Wassergraben führt eine um 1590 errichtete Brücke, auf den Burghügel führt eine steinerne Treppe, die beidseitig von den Ruinen einer mächtigen Einfassungsmauer begrenzt wird. Der achteckige Shell Keep auf dem Gipfel besteht aus glattem, hellen Mauerwerk, das von einem Wehrgang gekrönt ist. Der vorspringende Torturm stammt ursprünglich aus dem 14. Jahrhundert, nach Zerstörung wurde er zu Beginn des 20. Jahrhunderts wieder aufgebaut. An die Innenseite der Mauern waren im Mittelalter Wohngebäude angebaut, von denen jedoch fast keine Reste mehr erhalten sind.

### Burghof
Der weite Burghof wird durch eine niedrige, ehemals mächtige Trennmauer in zwei unregelmäßige Hälften unterteilt. Ehemals war er mit zahlreichen Gebäuden bebaut, von denen allerdings nur noch Fundamente erhalten sind. Von den Gebäuden der Römerlager wurden nur geringe Reste gefunden, sie waren vermutlich meist nur aus Holz und Fachwerk.

### Western Apartments

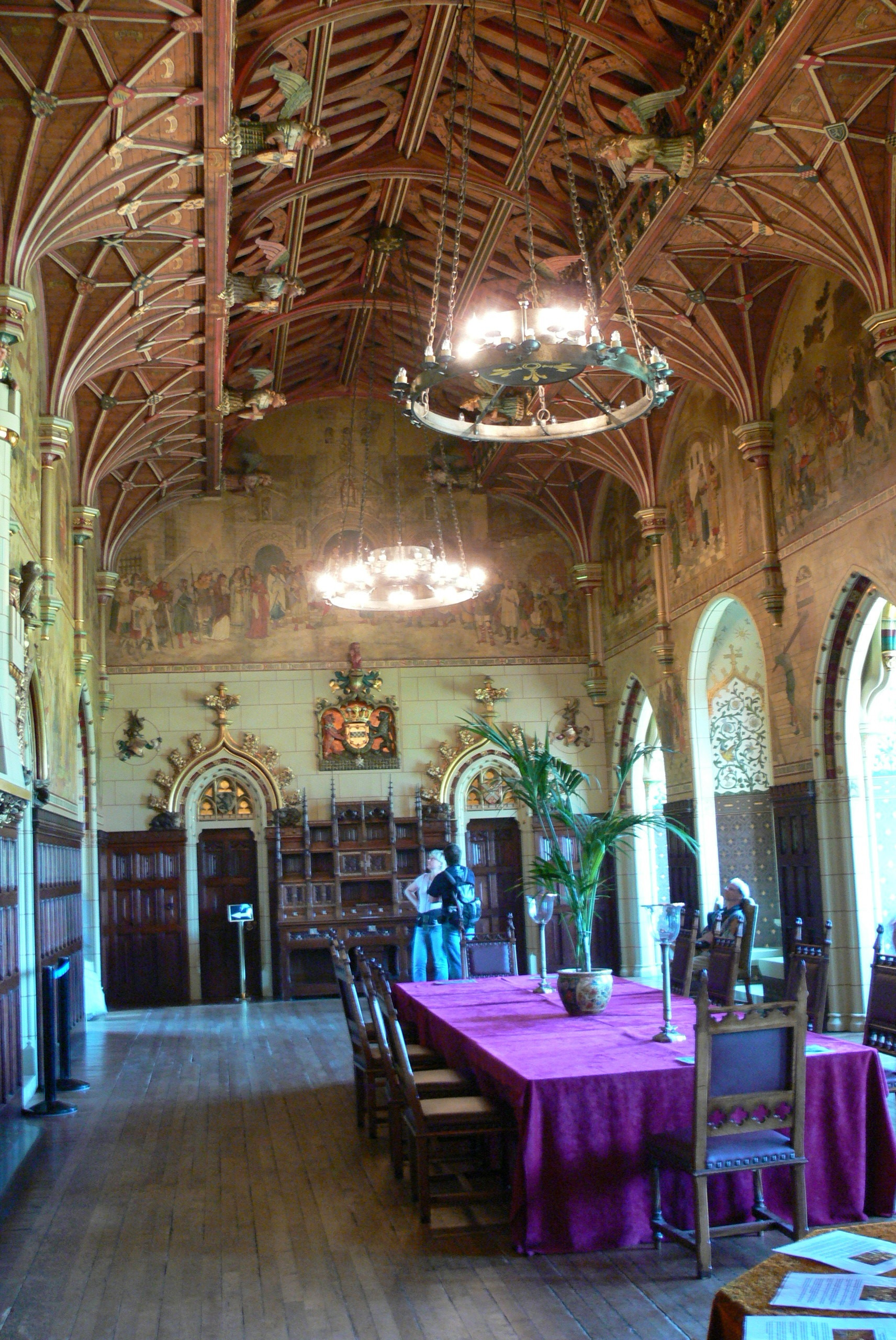
Der große Speisesaal

An der Westseite befindet sich das prächtige Herrenhaus, dessen älteste Teile aus dem 15. Jahrhundert stammen und mehrfach um- und ausgebaut wurden. Bei der Restaurierung und dem Ausbau im 19. und 20. Jahrhundert nahmen Burges und seine Nachfolger nach den Maßstäben der damaligen Zeit Rücksicht auf die mittelalterliche Substanz. Die Reste der mittelalterlichen Bauten wurden teils durch Ausgrabungen freigelegt und behutsam restauriert, während sich die Neubauten sich deutlich von der mittelalterlichen Bausubstanz abheben.
Der höchste der fünf unterschiedlich gestalteten Türme des Herrenhauses ist der 1875 vollendete 40 m hohe Uhrturm an der südwestlichen Ecke, der jedoch keine historischen Vorgänger besitzt. Die weiteren Türme sind der aus dem 15. Jahrhundert stammende Beauchamp Tower mit seiner aufwändigen Dachkonstruktion sowie der Herbert, der Guest und der Bute Tower. Während der südliche Teil des Herrenhauses aus der zweiten Hälfte des 19. Jahrhunderts stammt, stammt der nördliche Teil mit seiner burgartigen, jedoch regelmäßigen Fassade im neugotischen Stil aus dem im späten 18. Jahrhundert. 

### Inneneinrichtung
Von den Prunkräumen des Herrenhauses wurden 17 Räume in unterschiedlichen Stilen von Burges entworfen. Die Dekoration der Räume mit Schnitzereien, Marmor, Wandmalereien und Mobiliar ist äußerst fantasievoll und aufwändig im Stil des Historismus, darunter
- der Winter Smoking Room im Uhrturm mit einem prächtigen Rippengewölbe,
- der Summer Smoking Room mit einer ausgemalte Kuppel,
- der große Speisesaal mit einem hölzernen Gewölbe,
- der als Aufenthaltsraum genutzte Arab Room im orientalisierenden Stil mit einem vergoldeten, nach maurischem Vorbild gestalteten Deckengewölbe,
- die Bibliothek mit hölzernen Regalen, die jedoch zur besseren Temperierung Regalböden aus Marmor besitzen,
- der Chaucer Room mit Glasmalereien, welche die Canterbury Tales darstellen,
- den Lord Bute’s Bedroom mit verspiegelter Zimmerdecke und aufwendig vertäfelten Wänden,
- im obersten Stockwerk den einem Atrium ähnlichen Roof Garden mit bemalten Wänden und einem Springbrunnen.

## Die Burg als Filmort
Cardiff Castle diente mehrfach als Drehort, unter anderem für Folgen der Serien Doctor Who, Sherlock, Torchwood und The Sarah Jane Adventures.